# Apocalyptic Love
Apocalyptic Love – drugi album studyjny angielskiego gitarzysty, byłego członka formacji Guns N' Roses – Slasha. W przeciwieństwie do debiutanckiego albumu, we wszystkich utworach na Apocalyptic Love głównym wokalistą jest Myles Kennedy.
Nagrania w Polsce osiągnęły status złotej płyty.

## Lista utworów
1. „Apocalyptic Love” – 3:28
2. „One Last Thrill” – 3:09
3. „Standing in the Sun” – 4:03
4. „You're Lie ” – 3:50
5. „No More Heroes” – 4:23
6. „Halo” – 3:22
7. „We Will Roam” – 4:49
8. „Anastasia” – 6:07
9. „Not for Me” – 5:21
10. „Bad Rain” – 3:46
11. „Hard & Fast” – 3:02
12. „Far and Away” – 5:14
13. „Shots Fired” – 3:48

Deluxe Edition
1. „Carolina” – 3:17
2. „Crazy Life” – 3:40

## Twórcy
Muzycy
- Slash – gitara prowadząca, gitara akustyczna (utwór 8 i 14)
- Myles Kennedy – śpiew, gitara rytmiczna
- Todd Kerns – gitara basowa
- Brent Fitz – perkusja

Personel wytwórni
- Eric Valentine – produkcja, inżynieria, miksowanie
- Cian Riordan – inżynieria pomoc
- Bradley Cook – inżynieria pomoc
- Jame Chung – inżynieria młodszy asystent
- Frank Maddocks – kierownictwo artystyczne, projektowe
- Casey Howard – grafika
- Travis Shinn – zdjęcia